# Giants Stadium
Het Giants Stadium, ook wel bekend als The Meadowlands, was een multifunctioneel stadion in East Rutherford in de Amerikaanse staat New Jersey.
Het stadion op het Meadowlands Sports Complex werd geopend op 10 oktober 1976. Op 3 januari 2010 werd de laatste wedstrijd gespeeld waarna het stadion werd gesloten voor publiek.
Hierna is het stadion gesloopt om plaats te maken voor een parkeerplaats voor het nieuwe New Meadowlands Stadium dat op 10 april 2010 pal naast het Giants Stadium geopend werd.
Het laatste deel van Giants Stadium verdween op 28 juni 2010.
Het stadion was vooral bekend als thuishaven van NFL-clubs New York Jets en New York Giants. Ook MLS-voetbalclub Red Bull New York heeft tot 2008 in dit stadion gespeeld.
Bruce Springsteen was de laatste artiest die in het stadion speelde. Op 9 oktober 2009 speelde hij er zijn vijfde concert in een maand tijd. Voor de afbraak van het stadion schreef hij het nummer "Wrecking Ball".
Het Giants Stadium had een capaciteit van 80.242 personen.

## Voetbalinterlands
| №  | Datum         | Wedstrijd                    | Uitslag | Competitie                       | Toeschouwers |
| -- | ------------- | ---------------------------- | ------- | -------------------------------- | ------------ |
| 1  | 2 mei 1979    | Verenigde Staten – Frankrijk | 0 – 6   | Vriendschappelijk                |              |
| 2  | 30 mei 1984   | Verenigde Staten – Italië    | 0 – 0   | Vriendschappelijk                |              |
| 3  | 5 juni 1994   | Colombia – Griekenland       | 2 – 0   | Vriendschappelijk                |              |
| 4  | 18 juni 1994  | Italië – Ierland             | 0 – 1   | WK 1994 Groepsfase (E)           | 75.338       |
| 5  | 23 juni 1994  | Italië – Noorwegen           | 1 – 0   | WK 1994 Groepsfase (E)           | 74.624       |
| 6  | 28 juni 1994  | Noorwegen – Ierland          | 0 – 0   | WK 1994 Groepsfase (F)           | 76.322       |
| 7  | 5 juli 1994   | Bulgarije – Mexico           | 1 – 1   | WK 1994 Groepsfase (E)           | 72.404       |
| 8  | 10 juli 1994  | Bulgarije – Duitsland        | 2 – 1   | WK 1994 Achtste finale           | 71.030       |
| 9  | 13 juli 1994  | Bulgarije – Italië           | 1 – 2   | WK 1994 Halve finale             | 72.000       |
| 10 | 12 juni 1996  | Mexico – Ierland             | 2 – 2   | Vriendschappelijk                |              |
| 11 | 15 juni 1996  | Bolivia – Ierland            | 0 – 3   | Vriendschappelijk                |              |
| 12 | 23 mei 1998   | Colombia – Schotland         | 2 – 2   | Vriendschappelijk                |              |
| 13 | 12 juni 2000  | Zuid-Afrika – Ierland        | 1 – 2   | Vriendschappelijk                |              |
| 14 | 27 maart 2002 | Ecuador – Bulgarije          | 3 – 0   | Vriendschappelijk                |              |
| 15 | 17 april 2002 | Mexico – Bulgarije           | 1 – 0   | Vriendschappelijk                |              |
| 16 | 8 mei 2002    | Ecuador – Joegoslavië        | 1 – 0   | Vriendschappelijk                |              |
| 17 | 31 mei 2005   | Colombia – Engeland          | 2 – 3   | Vriendschappelijk                |              |
| 18 | 11 juni 2005  | Ecuador – Italië             | 1 – 1   | Vriendschappelijk                |              |
| 19 | 21 juli 2005  | Honduras – Verenigde Staten  | 1 – 2   | Gold Cup van 2005 (Halve finale) | 41.721       |
| 20 | 21 juli 2005  | Colombia – Panama            | 2 – 3   | Gold Cup van 2005 (Halve finale) | 41.721       |
| 21 | 24 juli 2005  | Verenigde Staten – Panama    | 0 – 0   | Gold Cup van 2005 (Finale)       | 31.018       |
| 22 | 21 mei 2006   | Uruguay – Noord-Ierland      | 1 – 0   | Vriendschappelijk                |              |
| 23 | 23 mei 2007   | Ecuador – Ierland            | 1 – 1   | Vriendschappelijk                |              |
| 24 | 8 juni 2007   | Panama – Honduras            | 3 – 2   | Gold Cup 2007 (Groepsfase)       | 20.230       |
| 25 | 8 juni 2007   | Mexico – Cuba                | 2 – 1   | Gold Cup 2007 (Groepsfase)       | 20.230       |
| 26 | 10 juni 2007  | Honduras – Mexico            | 2 – 1   | Gold Cup 2007 (Groepsfase)       | 68.123       |
| 27 | 10 juni 2007  | Panama – Cuba                | 2 – 2   | Gold Cup 2007 (Groepsfase)       | 68.123       |
| 28 | 26 juli 2009  | Verenigde Staten – Mexico    | 0 – 5   | Gold Cup 2009 (Finale)           | 79.156       |

Foxboro Stadium (Boston) · Pontiac Silverdome (Detroit) · Soldier Field (Chicago) · Citrus Bowl (Orlando) · Rose Bowl (Los Angeles) · Stanford Stadium (San Francisco) · Cotton Bowl (Dallas) · Giants Stadium (New York) · RFK Memorial Stadium (Washington)